# Filchner Trough
Koordinaten: 76° 48′ S, 34° 31′ W
Der Filchner Trough ist eine Tiefseerinne im Weddell-Meer in der Antarktis. Sie erstreckt sich ausgehend vom Filchner-Ronne-Schelfeis in nördlicher Richtung.
Benannt ist die Rinne auf Vorschlag des Vermessungsingenieurs und Glaziologen Heinrich Hinze vom Alfred-Wegener-Institut. Namensgeber ist der deutsche Polarforscher Wilhelm Filchner (1877–1957), Leiter der Zweiten Deutschen Antarktisexpedition (1911–1912). Die Benennung ist seit Juni 1997 durch das Advisory Committee on Undersea Features anerkannt.